# Гомеозисні гени
Гомеозисні гени, або гомеобокс гени (англ. Homeobox genes) – це велика родина генів, що кодують активатори (фактори транскрипції) специфічних генів-мішеней під час ембріонального розвитку. Дія Hox-генів призводить до формування плану будови тіла зародка.
Гомеобокс-гени названі так через те, що вони містять в собі регіон у 180 пар основ гомеобокс – консервативну частину, яка кодує 60 амінокислотний домен – гомеодомен (англ. homeodomain), який грає роль у специфічному з'єднанні з послідовністю ДНК.
Одні з основних видів гомеозисних генів, Hox-гени розміщені близько один до одного на хромосомах в так званих Hox-кластерах. Розміщення різних Hox-генів в одному кластері відповідає їх активації (експресії) в передньо-задній осі (anterior-posterior, A–P вісь: наприклад, голова-хвіст) – явище, що отримало назву просторової колінеарності. Це значить, що гени з одного кластеру, які розміщені на 3'-кінцевій ділянці, будуть активними у передній частині тіла, тоді як ті гени, що закодовані у 5'-кінцевій послідовності Hox-кластеру будуть виконувати свої функції у задній частині тіла зародка. Окрім просторової у деяких тварин, в основному хребетних, присутня ще і часова колінеарність – тобто гени, що активні в передній частині зчитуються раніше, за тих що активні у задній.
Hox-гени присутні у всіх тварин з білатеральною симетрією у вигляді Hox-кластерів, і виникли вони ще до розділення білатеральних та радіально-симетричних тварин. Так один з Hox-класерів, Myr, присутній у несильно зміненому виді у геномі тварин вже більше одного мільйона років.

## Історія відкриття
Вивчення гомеобокс генів сягає аж кінця 19 сторіччя. Вільям Бетсон вивчав зміни організму, при яких відбувається перетворення однієї частини тіла на іншу. Таке явище він назвав терміном гомеозис.